# Darling Légitimus
Mathilda Marie Berthilde Paruta (21 tháng 11 năm 1907 - 7 tháng 12 năm 1999), được biết đến với cái tên Darling Légitimus, là một nữ diễn viên người Pháp. Năm 1983, bà nhận được cúp Volpi cho Nữ diễn viên xuất sắc nhất cho vai diễn trong bộ phim Sugar Cane Alley.

## Tiểu sử
Sinh ngày 21 tháng 11 năm 1907 tại Le Carbet ở Martinique, bà đã dành những năm đầu tiên của mình tại Caracas, Venezuela. Mathilda Paruta đến Paris, Pháp, năm 16 tuổi, với mong muốn trở thành một vũ công. Bà gặp Victor-Etienne Légitimus, con trai của phó chính phủ, Hegesippe Jean Légitimus và tiếp tục trở thành bạn đồng hành trọn đời của ông và sinh cho ông năm đứa con.
Được biết đến từ lâu với tư cách là Miss Darling, sau đó bà đã chọn cái tên Darling Legitimus. Bà đã biểu diễn như một vũ công trong vở La Revue Nègre (1925) cùng với Josephine Baker, và đóng giả Picasso cũng như cho nhà điêu khắc Paul Belmondo, cha của Jean-Paul Belmondo là diễn viên.
Trong những năm 1930, Darling đã viết, sáng tác và hát nhiều bài hát Caribbe như Biguine và Mazurka. Bà thường biểu diễn cùng với các nhạc sĩ nổi tiếng của thời đại, bao gồm "Pe En Kin Sosso" và ban nhạc của ông.
Bà cũng từng biểu diễn trong các vở kịch của Jean Genet (Les Nègres) và Aimé Césaire. Bà được đạo diễn bởi Raymond Rouleau trong Les Sorcieres de Salem (The Crucible) cùng với Simone Signoret và Yves Montand và Le Salaire de la Peur (Wages of Fear) của Henri Georges Clouzot, với Sacha Guitry, Jean-Claude và Bernardo Bertolucci.
Năm 1983, ở tuổi 76, bà đã giành được Cúp Volpi với tư cách nữ diễn dịch hay nhất về "The Mostra of Venise", cũng như cho vai diễn của bà trong La Ru Case-Nègres (Sugar Cane Alley), do đồng hương của bà là Euzhan Palcy đạo diễn. Trong suốt cuộc đời dài của mình, bà đã làm quen với rất nhiều diễn viên nổi tiếng, trong số đó có Arletty, Fernandel, Marlon Brando và Pierre Brasseur. Bà cũng tham gia vào nhiều sản phẩm ORTF (Office de Radio-diffusion de la tivi Française), trong đó một tác phẩm điện ảnh của Jean-Christophe Averty, Les verts Paturages (The Green Pastures, do Marc Connelly viết), được sản xuất.

## Qua đời
Bà qua đời vào ngày 7 tháng 12 năm 1999 tại Kremlin-Bicetre ở Val de Marne gần Paris, Pháp, bà không có bất kỳ vai diễn nào sau Sugar Cane Alley bất chấp triển vọng được đề cử và giải thưởng.

## Cống hiến
Nhà văn Calixthe Beyala  và nam diễn viên người Caribbe Luc Saint-Eloy, đại diện của tập thể "Liberté" đã lên sân khấu tại buổi lễ César năm 2000, để tuyên bố một trong những sự hiện diện lớn nhất trên màn ảnh truyền hình Pháp và tri ân bà công khai vì ban tổ chức đã "quên" cho Darling vào danh sách một trong những mất mát lớn của năm trước.

## Đóng phim

### Phim chiếu rạp
- 1933: Bouboule 1er, roi nègre - Léon Mathot
- 1937: Les Perles de la couronne - Sacha Guitry và Christian Jaque
- 1946: Un ami viendra ce soir - Raymond Bernard
- 1947: Le Bateau à soupe - Maurice Gleize
- 1947: Les Trois cousines - Jacques Daniel-Norman
- 1950: Casimir - Richard Pottier
- 1952: Le Chemin de Damas - Max Glass
- 1953: Le Salaire de la peur (Wages Of Fear)- Henri-Georges Clouzot
- 1953: Tourbillon (film) - Alfred Rode
- 1954: Flesh and the Woman - Robert Siodmak
- 1955: Napoléon - Sacha Guitry và Eugène Lourié: the nanny
- 1955: Le Port du désir - Edmond T. Gréville
- 1955: A Missionary - Maurice Cloche
- 1957: Les Sorcières de Salem (The Crucible)- Raymond Rouleau
- 1960: Comment qu'elle est - Bernard Borderie
- 1962: La Poupée - Jacques Baratier
- 1963: Le Feu follet - Louis Malle
- 1971: Le Cri du cormoran le soir au-dessus des jonques - Michel Audiard
- 1971: Églantine - Jean-Claude Brialy: Lolo
- 1971: Boulevard du rhum - Robert Enrico
- 1972: Le Dernier Tango à Paris (Last Tango in Paris) de Bernardo Bertolucci: concierge
- 1973: La dernière bourrée à Paris - Raoul André
- 1976: Les vécés étaient fermés de l'intérieur - Patrice Leconte
- 1979: O Madiana - Constant Gros-Dubois: Mme Jonas
- 1980: La Bande du Rex -108-13 / Jean-Henri Meunier
- 1980: 5% de risques - Jean Pourtalé
- 1983: Rue Cases-Nègres (Sugar Cane Alley) - Euzhan Palcy: M'Man Tine

### Phim truyền hình
- La Case de l'oncle Tom (Cabin của chú Tom), được viết bởi Harriet Beecher Stowe (1963).... Dinah
- Les Verts Pâturages (Đồng cỏ xanh), được viết bởi Marc Connelly Giáng sinh 1964 *
- La Redevance du fantôme (1966), được chuyển thể từ tiểu thuyết Henry James của Jean Gruault và được thực hiện bởi Robert Enrico.... Belinda
- Các lỗ thông hơi của Noëlle aux quatre, (từ năm 1969 đến 1969) được thực hiện bởi Henri Colpi. truyền hình
- Gương mặt phụ nữ (1971) được Adonis Kyrou TV nhận ra
- François Gaillard: La Vie des autres - Pháp, bởi Jacques Ertaud (1971) TV.... Datifa (đoạn Pierre)

### Rạp hát
- Les Sorcières de Salem của Raymond Rouleau, được Jean-Paul Sartre chuyển thể từ tiểu thuyết The Crucible của Arthur Miller, trong Nhà hát Sarah Bernhardt
- La Tragédie du Roi Christophe [fr]: được tạo ra vào ngày 4 tháng 8 năm 1964, được trình bày tại Liên hoan Salzburg và ở Pháp vào năm sau, tại nhà hát Odéon ở Paris, bởi Công ty Nghệ thuật Sân khấu: Europa Studio. Đó là một thành công ở Berlin, Brussels và Venice Biennale; trong Liên hoan năm 1966 Mondial des Arts Nègres (Liên hoan nghệ thuật đen thế giới) ở Dakar, nơi có Théâtre national Daniel-Sorano [fr] được xây dựng cho dịp này;[4] cho hội chợ triển lãm 67, Hội chợ thế giới Montreal;[5] ở Nam Tư và Teatro Piccolo của Milan.
- Une Saison au Congo, được tạo bởi ngày 4 tháng 10 năm 1967 tại Théâtre de l'Est Parisien bởi công ty Jean-Marie Serreau -Perinetti.
- Équ Nghiệp Funambule, juillet 1975, trong nhà hát thành phố Fort-de-France ở Martinique.
- À la rencontre du petit matin, tháng 3 năm 1976, được quay tại Guadeloupe và ở Martinique. Tháng 11 năm 1976, " Nouveau Carré " Sylvia Montfort. Tháng 5 năm 1976, "Ciné royal" tại Boulogne-Billancourt. Tháng 2 năm 1977, tại Vesinet (gần Paris). Tháng 12 năm 1990, Biennale of Dakar (Sénégal) Phần 1 của "Aventure ambiguë" được quay ở Sénégal cho Ký ức miền Nam.
- Godarneur de la rosée được viết vào năm 1944, bởi Jacques Roumain, paru en 1944, được chuyển thể cho "Théâtre Noir" (Nhà hát Đen), Paris, 1975.
- Vous ne l'emporterez pas avec vous (You can Take It with You) (1978) của Moss Hart và George S. Kaufman, được sản xuất và đạo diễn bởi Jean-Luc Moreau bởi Pierre Sabbagh (Au théâtre ce soir)... Rébad
- Le Dizable aux collants verts